# Julio Estrada
Julio Estrada (* 10. April 1943 in Mexiko-Stadt) ist ein mexikanischer Komponist und Musikwissenschaftler.

## Biografie
Der Sohn spanischer Auswanderer studierte von 1960 bis 1962 Komposition bei Julián Orbón und war dann Schüler von Olivier Messiaen (1965–1968), Nadia Boulanger  und Iannis Xenakis (1967–1969). Daneben besuchte er Kurse bei Karlheinz Stockhausen und György Ligeti (bei den Darmstädter Ferienkursen 1972). Schließlich studierte er bei Kwan-Faré-Tzé 1987 indianische Musik.
Seit 1971 unterrichtet Estrada Komposition an der Escuela Nacional de Música (ENM) der Universidad Nacional Autónoma de México (UNAM), wo er seit 1985 ein Seminar für Kompositionstheorie und seit 1995 das Laboratorio de Creación Musical leitet. Daneben arbeitet er als Musikwissenschaftler am Instituto de Investigaciones Estéticas der UNAM und betreut dort seit 1990 das Forschungsprojekt Música, Sistema Interactivo de Investigación-Composición.
Estrada war Gastprofessor an den Universitäten von Stanford (1981), San Diego (1982 bis 1985), New Mexico (1987) und Rostock (1994) und mehrfach Dozent bei den Darmstädter Ferienkursen (1984, 1992, 1998). Zwischen 1984 und 1988 gab er die zehnbändige Enzyklopädie La música de México heraus.

## Werke
- Murmullos del páramo, multi-opera, 1992–2006
- "Doloritas", first part of the opera Pedro Páramo, Radiooper, 1992
- yuunohui'tlapoa für Cembalo, Klavier oder Orgel, 1998–1999
- ishini'ioni, Streichquartett, 1984–1990
- quatre yuunohui, 1983–1990
- eolo'oolin
- eua'on'ome für Orchester, 1994–95
- eua'on für elektronische Instrumente, 1980
- Diario für fünfzehn Streicher, 1980
- Canto ad libitum, arrullo für Frauenstimme solo oder mit Begleitung, 1979
- Canto naciente, 1975–1979
- Canto alterno für Cello, 1978
- Canto oculto für Violine, 1977
- Canto tejido für Klavier, 1974
- Canto mnémico, fuga für Streichquartett, 1983
- Melódica, 1974
- Imaginaria, 1973, 1995
- Solo para uno, 1972
- Memorias, para teclado für Klavier, Akkordeon oder Perkussion, 1971
- Solo
- Persona für drei Stimmen, 1969
- 3 instantes für Cello und Klavier, 1966, 1983
- Suite für Klavier, 1959–1960